# Mio, Michigan
Mio är administrativ huvudort i Oscoda County i den amerikanska delstaten Michigan. Enligt 2010 års folkräkning hade Mio 1 826 invånare.